# Simon Schard
Simon Schard, en latin Schardius, (vers 1535 - 1573) est un juriste, historien et philologue saxon.

## Biographie
Né à Haldensleben, il étudie à Leipzig à partir de 1549. En 1560, à la fin de ses études, il part voyager dans la péninsule italienne.
Il devient conseiller du duc Wolfgang de Deux-Ponts, puis part à Spire en 1566 où il est nommé assesseur à la Chambre impériale jusqu'à sa mort. 

## Œuvres
- Lexicon juridicum
- Germanicarum rerum quatuor celebriores vetustioresque chronographi, Francfort, 1566, où il publie pour la première fois quatre anciens chroniqueurs germaniques : le Pseudo-Turpin, Réginon de Prüm, Sigebert de Gembloux et Lambert de Hersfeld.
- Historicum opus in quatuor tomos divisum, Bâle, 1574